# Hästhagsgölen, Östergötland
Hästhagsgölen är en sjö i Åtvidabergs kommun i Östergötland och ingår i Söderköpingsåns huvudavrinningsområde.